# Pau Roig Estradé
Pau Roig i Estradé (Vilanova i la Geltrú 24 de gener de 1914 - 24 d'octubre de 1994), fou un pintor vilanoví.
Orfe des de molt jove, fou acollit per una tia seva. De petit, ja manifestà certa afecció pel dibuix. Assistí a l'escola pública del mestre Vicente Sorni i juntament amb altres dos condeixebles més van elaborar una revista: Fortitud. Aquesta contenia textos i dibuixos. L'única formació artística que va rebre Roig fou entre 1929 i 1934 a l'Escola d'Arts i Oficis de Vilanova, on Alexandre de Cabanyes oferia unes classes nocturnes. A més a més, a banda de treballar en el negoci familiar quan podia aprofitava per passar el temps lliure a casa de Joaquim Mir, acompanyant a l'artista mentre pintava. Mobilitzat l'any 1937 per incorporar-se al front, allà conegué altres paisatges que aprofità per dibuixar al seu pas: València, Ciutat Real...
Un cop tornà després de la guerra, es començà a relacionar amb Enric C.Ricart, qui l'ajudà a consolidar les seves idees estètiques.
Va exposar diversos cops a Barcelona (1941, 1943, 1944), a Vilanova i la Geltrú (municipi on es troba bona part de la seva obra: al Saló de Comissions de la Casa Consistorial, a la Biblioteca Museu Víctor Balaguer, entre d'altres), a Madrid (l'any 1952 fou seleccionat i prengué part en l'exposició Nacional de Belles Arts de Madrid), etc. La seva obra es caracteritza per una dedicació i aprofundiment constant en el paisatge, freqüentment limitat a Vilanova i el seu paisatge, així com de la comarca.